# Lucie Berger
Pour les articles homonymes, voir Berger (homonymie).
Lucie Berger, née le 15 avril 1836 et morte le 8 mars 1906 à Strasbourg (Bas-Rhin), est une éducatrice protestante française.

## Biographie

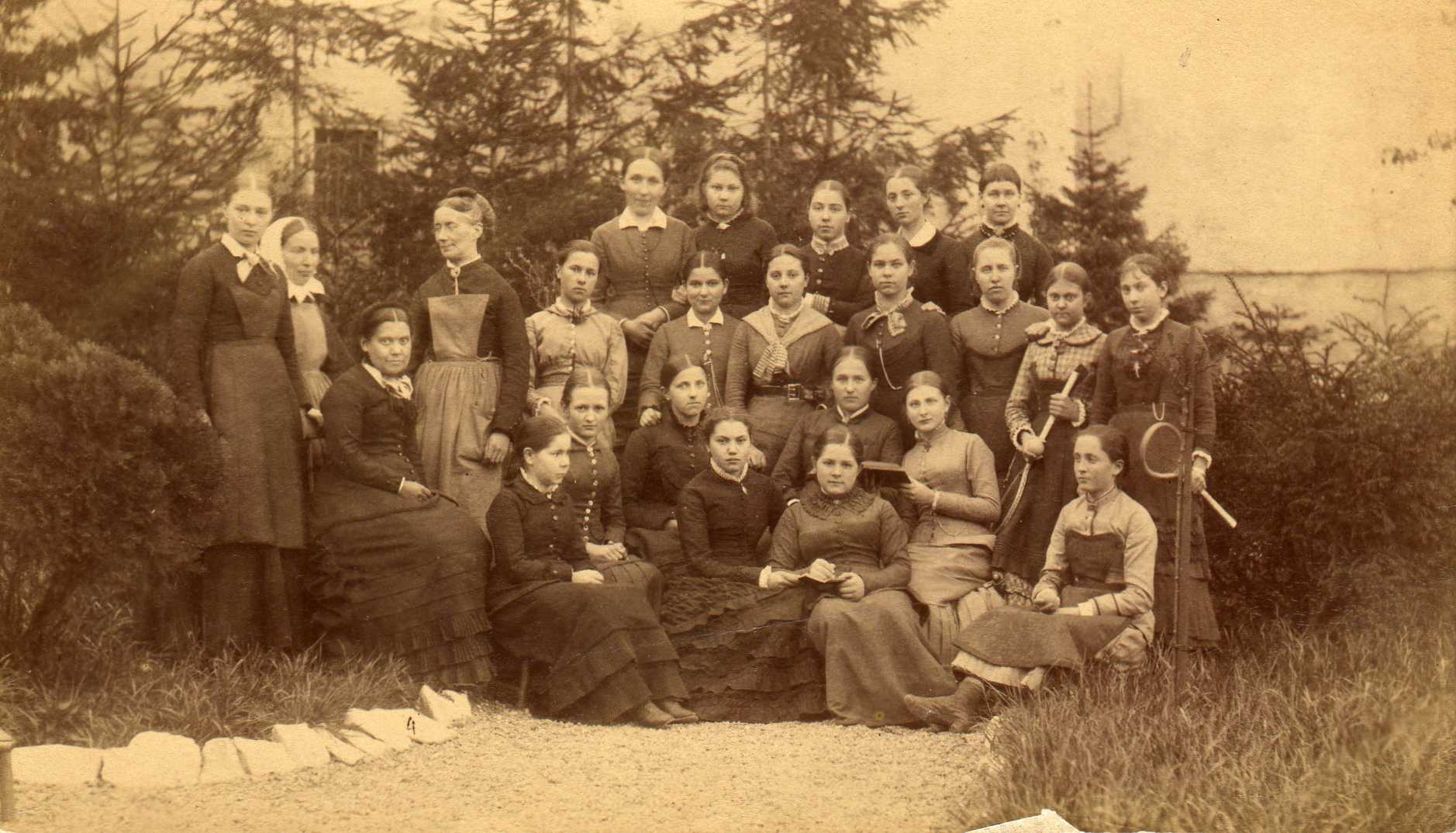
Une classe en 1883 (Lucie Berger est assise, 3e à partir de la gauche)

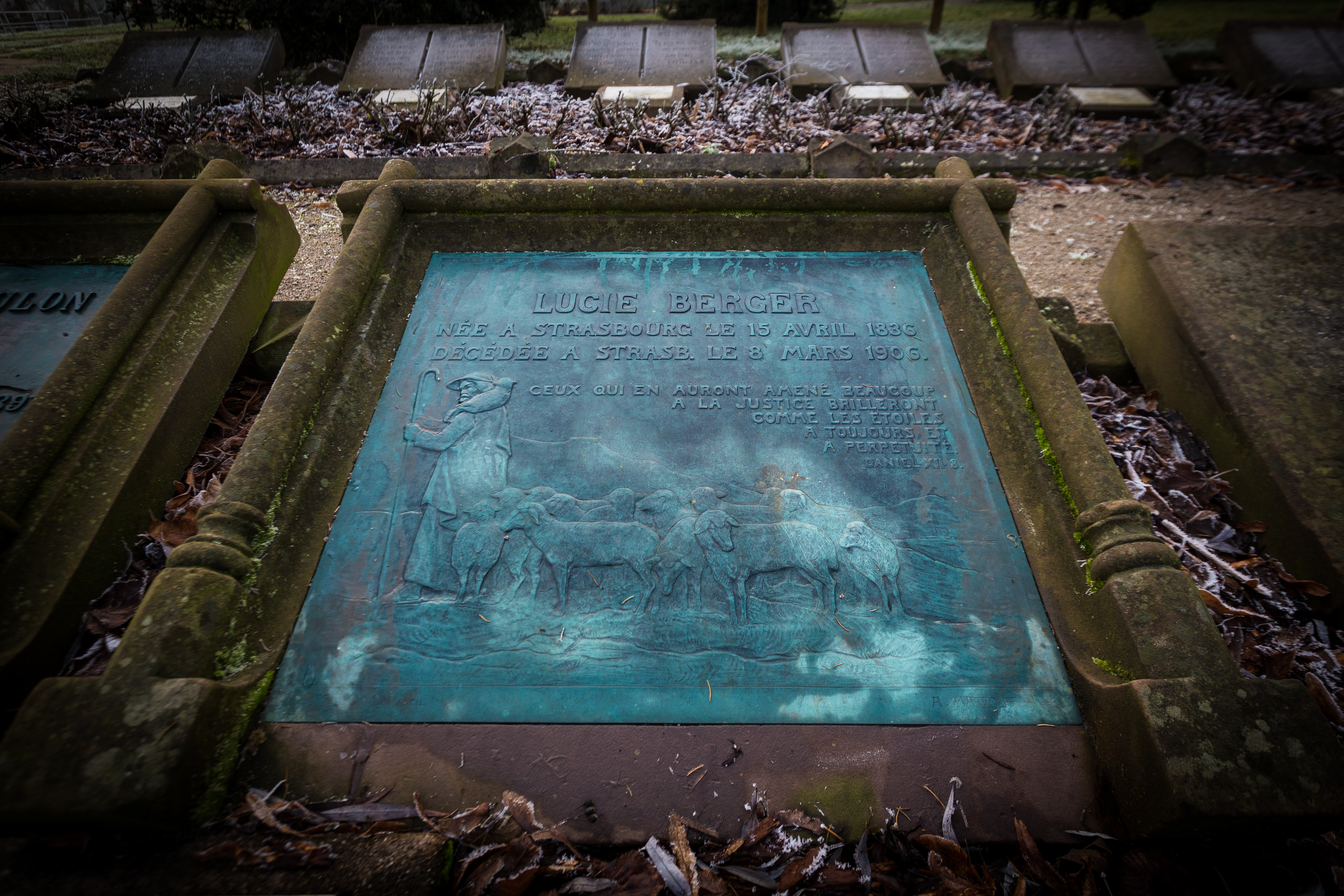
Sépulture de Lucie Berger au cimetière des diaconesses de Koenigshoffen, réalisée par A. Marzolff.

Née dans une famille luthérienne, Lucie Berger est la sixième enfant de Pierre-Frédéric Berger (1796-1837), avocat montbéliardais, et d'Antoinette Louise Victoire Éléonore Levrault, héritière de la maison d’édition Levrault. Frédéric Berger meurt lorsque Lucie est âgée d’un an. Éléonore Levrault quant à elle, hérite de l’entreprise d’édition, à la mort de sa propre mère, Caroline Levrault en 1850, et en prend la direction, devenant ainsi la deuxième génération de femme à diriger l’affaire familiale, en association avec son fils, frère de Lucie, Oscar Berger-Levrault, lui-même philatéliste distingué.
Lucie Berger travaille comme secrétaire du comité des Diaconesses de Strasbourg à partir de 1866. En 1871, après l’annexion de l'Alsace-Lorraine, l’imprimerie Berger-Levrault est transférée à Nancy, mais Lucie reste avec sa mère à Strasbourg.
À 35 ans, elle est encouragée, par la communauté des Diaconesses et François-Henri Haerter, pasteur du Temple Neuf, à ouvrir « un pensionnat pour jeunes filles de la classe moyenne », dans un bâtiment acheté à l’institution catholique du «Bon Pasteur», dont elle conserve le nom. Lucie Berger devient directrice de cette école, et la dirige jusqu’en 1902.
Cet établissement s’est développé et s’appelle depuis 1919 le collège Lucie Berger.
Depuis 2011 une rue porte le nom de Lucie Berger, dans le quartier des Poteries à Strasbourg.